# Haruka Tachimoto
Haruka Tachimoto (ur. 3 sierpnia 1990 w Imizu) – japońska judoczka  kategorii do 70 kilogramów, mistrzyni olimpijska z Rio de Janeiro.
W 2011 roku w Abu Zabi zdobyła srebrny medal mistrzostw Azji. W 2012 roku zajęła 7. miejsce na igrzyskach w Londynie. W 2014 roku drużynowo zdobyła brązowy medal mistrzostw świata w Czelabińsku. W 2015 roku wygrała zawody wielkiego szlema w Paryżu, a rok później zajęła w nich drugie miejsce. W 2016 roku zdobyła mistrzostwo olimpijskie w kategorii do 70 kg.